# Young Alexander the Great
Young Alexander the Great è un film direct-to-video del 2010 diretto da Jalal Merhi.

## Trama
Il film racconta del raggiungimento della maggiore età del giovane Alessandro Magno.

## Produzione
Il film venne girato nel 2004 ma distribuito in home video solamente nel 2010 dalla Film One Media.
Al San Diego Comic Con del 2015, l'attore Sam Heughan rivelò che, durante le riprese di questo film in Egitto, lui e molti altri attori hanno sofferto di gravi problemi intestinali causati da un parassita.